# Madoff: Made Off with America
Madoff: Made Off with America es una película estadounidense del género drama de 2013, dirigida y escrita por Edmund Druilhet, en la fotografía estuvo Dean Thomas y los protagonistas son Tom Sizemore, Michael Madsen y Paul Cohen, entre otros. Este largometraje fue producido por DragonLion Media y se estrenó el 8 de enero de 2013.

## Sinopsis
Bernie Madoff se encuentra en medio de la conspiración más grande de la historia, según Mr. X. Un pequeño director de cine independiente, Dave Edmund, se expone para mostrarle la verdad a todos.